# Lammassaaret (ö i Norra Karelen, Joensuu, lat 62,56, long 29,32)
Lammassaaret är en ö i Finland. Den ligger i sjön Orivesi och i kommunen Libelits i den ekonomiska regionen  Joensuu ekonomiska region  och landskapet Norra Karelen, i den sydöstra delen av landet, 300 km nordost om huvudstaden Helsingfors. Öns area är 6,2 hektar och dess största längd är 0,6 kilometer i nord-sydlig riktning.  Notera att namnet antyder att det är fråga om flera öar.